# Lacaria sperryi
Lacaria sperryi là một loài bướm đêm trong họ Geometridae.